# Megaselia semicrocea
Megaselia semicrocea är en tvåvingeart som beskrevs av Borgmeier 1964. Megaselia semicrocea ingår i släktet Megaselia och familjen puckelflugor. Inga underarter finns listade i Catalogue of Life.